# Пересмішник довгохвостий
Пересмішник довгохвостий (Mimus longicaudatus) — вид горобцеподібних птахів родини пересмішникових (Mimidae).

## Поширення
Вид поширений на заході Перу та Еквадору. Віддає перевагу відкритим місцям проживання з розсіяними низькими кущами та чагарниками, такими як узлісся сухихи лісів та молодняк другого приросту, а також у гірських чагарниках. Його часто можна зустріти в садах і парках.

## Спосіб життя
Живиться комахами і дрібними плодами. Розмножується між кінцем грудня та липнем. Відкладає 3-4 зеленуваті яйця з червонувато-коричневими плямами.

## Підвиди
- M. l. platensis: о. Ісла-де-ла-Плата (Еквадор).
- M. l. albogriseus: південно-західний Еквадор.
- M. l. longicaudatus: західна частина Перу..
- M. l. maranonicus: Верхня долина річки Мараньйон (північно-центральна Перу).